# フィリップ・エマニュエル・ド・ロレーヌ
フィリップ＝エマニュエル・ド・ロレーヌ（Philippe-Emmanuel de Lorraine, duc de Mercœur et de Penthièvre, marquis de Nomeny, Baron d'Ancenis, 1558年9月9日 - 1602年2月19日）は、ドイツ＝フランス系のロレーヌ公爵家の一員で、フランスの貴族、軍人。メルクール公（在位：1577年 - 1602年）及びパンティエーヴル公爵（在位：1576年 - 1602年）。

## 生涯
ロレーヌ公アントワーヌの息子であるメルクール公ニコラと、その2番目の妻でヌムール公フィリップの娘ジャンヌ・ド・サヴォワの間の長男として生まれた。異母姉のルイーズはフランス王アンリ3世の王妃となった。1576年、パンティエーヴル公セバスティアンの一人娘で女子相続人のマリー・ド・リュクサンブール（1562年 - 1623年）と結婚し、パンティエーヴル公爵位を継承した。
1582年、義兄の国王アンリ3世によりブルターニュ半島の知事に任命された。フィリップ＝エマニュエルはブルターニュにおけるカトリック同盟の指導者となり、1588年にはブルターニュにおけるカトリック教会の守護者となることを宣言した。妻マリーが旧ブルターニュ公爵領の統治者の血筋を引くことを背景に、フィリップ＝エマニュエルはブルターニュに自らを統治者とする独立国家を樹立する野心を抱いており、ナントに政権を樹立した。
フィリップ＝エマニュエルは1592年にスペイン軍の支援を受け、国王アンリ4世が彼の野心を砕くために派遣したモンパンシエ公 (en) の軍勢をクラオンで撃退した。しかし国王軍はイングランドの軍事支援を受け、すぐに優勢に立った。やがてブルターニュ以外のカトリック同盟を降伏させ、ユグノー戦争で優位に立ったアンリ4世はフィリップ＝エマニュエルを逮捕・連行させ、1598年3月20日にアンジェにおいて、自分に忠誠を誓わせた。
野心を挫かれたフィリップ＝エマニュエルはハンガリーに移り、そこで神聖ローマ皇帝ルドルフ2世に仕えてトルコ人と戦った。1599年にはセーケシュフェヘールヴァールを占領している。

## 子女
妻マリーとの間に2人の子女をもうけた。
- フィリップ・ルイ（1589年 - 1590年）
- フランソワーズ（1592年 - 1669年） - 1608年、ヴァンドーム公セザールと結婚